# Muntiacini
Muntiacini é uma tribo de cervos do Velho Mundo.
Já foi considerada uma subfamília à parte, Muntiacinae. No entanto, é classificada, na atualidade, como uma tribo de cervos-do-velho-mundo.

## Taxonomia
- Tribo Muntiacini
  - Gênero Elaphodus (cervo-de-topete) - 1 espécie;
  - Gênero Muntiacus (muntjacs ou cervos-latidores) - 12 espécies.

## Características

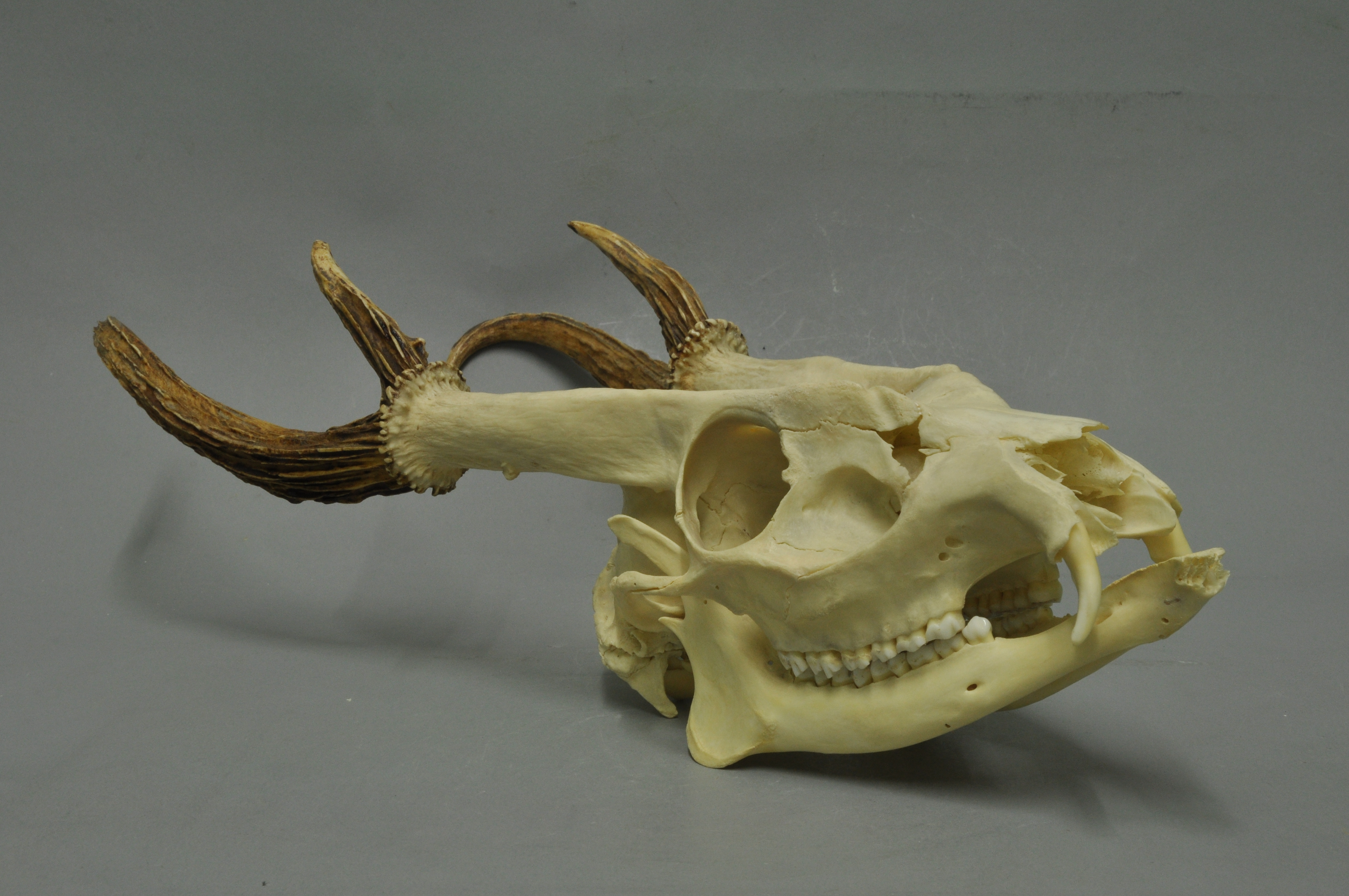
Crânio de Muntiacus muntjak.

É marcante nos membros desta tribo, em geral, a presença de dentes caninos desenvolvidos, em forma de presas, semelhantes às de cervos-almiscarados, porém mais sutis. No entanto, os muntjacs-de-reeve introduzidos na Inglaterra não possuem-nas.
São cervídeos de médio porte e de pelagem rala. Os chifres, exclusivos de machos, quando presentes, possuem pouca ou nenhuma ramificação, além de apresentarem tamanho reduzido.

## Distribuição
São nativos do sul e do sudeste da Ásia, sendo encontrados em Bangladesh, Brunei, Butão, Camboja, China, Índia, Indonésia, Laos, Malásia, Myanmar, Nepal, Sri Lanka, Tailândia, e Vietnã.
Foram também introduzidos em países europeus, como o Reino Unido e a Irlanda.

## Evolução
São considerados, por alguns autores, os veados mais primitivos, uma vez que se assemelham muito aos ancestrais dos cervos verdadeiros. No entanto, tal teoria foi refutada por estudos recentes.  Sabe-se, atualmente, que as caraterísticas "primitivas" dos muntjacs e cervos-de-topete foram adquiridas secundariamente e não por meio de herança genética.